# Inge Lorentzon
Rolf Inge Rubert Lorentzon, född 6 februari 1934 i Älghults församling i Kronobergs län, svensk friidrottare (sprinter) som tävlade för IFK Västerås. Han var gift med Inga-Britt Lorentzon och är far till Susanne och Annika Lorentzon.

## Personliga rekord
- 100 m: 10,6 s (Seinäjoki Finland, 21 augusti 1954)[3]
- 200 m: 22,2 s (Västerås 21 juli 1955)[4]